# فرودگاه ماله‌کولا
فرودگاه ماله‌کولا (به انگلیسی: Malekoula Airport) یک فرودگاه همگانی با کد یاتا LPM است . این فرودگاه در کشور وانواتو قرار دارد و در ارتفاع ۲ متری از سطح دریا واقع شده است.